# Vincas Girnius

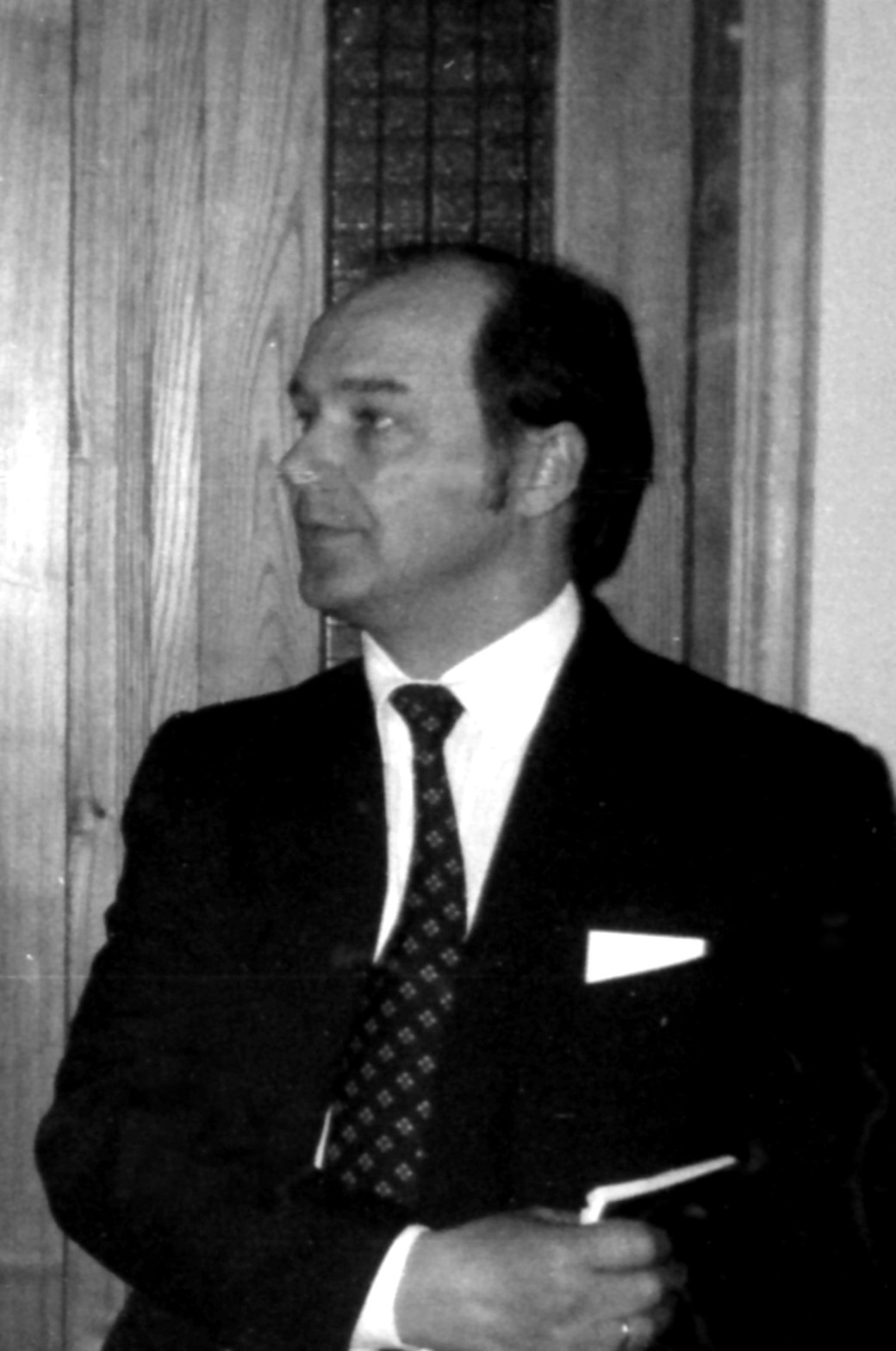
Vincas Girnius

Vincas Girnius (* 22. Januar 1959 in Betygala, Rajongemeinde Raseiniai) ist ein litauischer Politiker.

## Leben
Nach dem Abitur 1977 in der Rajongemeinde Raseiniai absolvierte er 1982 das Diplomstudium an der Fakultät für  Mechanisation der Lietuvos žemės ūkio akademija. Von 1984 bis 1986 arbeitete er im Sowchos in  Bukonys (Rajongemeinde Jonava) und von 1986 bis 1991 in Žadžiūnai. Von 1992 bis 1995 war er stellv. Bürgermeister der Rajongemeinde Šiauliai und von 1995 bis 1996 Bürgermeister, von 1996 bis 1997 Mitglied im Seimas, 1997 Leiter von Bezirk Šiauliai.
Seit 1993 ist er Mitglied der Tėvynės sąjunga - Lietuvos krikščionys demokratai.

## Quelle
- Information des Seimas

| Personendaten    | Personendaten                              |
| ---------------- | ------------------------------------------ |
| NAME             | Girnius, Vincas                            |
| KURZBESCHREIBUNG | litauischer Politiker, Mitglied des Seimas |
| GEBURTSDATUM     | 22. Januar 1959                            |
| GEBURTSORT       | Betygala, Rajongemeinde Raseiniai          |